# 汐留駅 (国鉄)
汐留駅（しおどめえき）は、現在の東京都港区東新橋1丁目（汐留地区）にあった日本国有鉄道（国鉄）の駅である。東海道本線の貨物支線（東海道貨物線）上にあった。現在の新橋駅の東側に所在していた。
かつての日本の鉄道開業時に建設された初代新橋駅であり、日本初の起点となる鉄道駅であった。長らく東京のターミナル駅として機能し、1900年（明治33年）に大和田建樹が作詞した「鉄道唱歌」では「汽笛一声新橋を はや我汽車は離れたり 愛宕の山に入りのこる 月を旅路の友として」と歌われた。
その後1914年の東京駅開業により旅客営業を終了、汐留駅に改称し貨物駅となる。1986年に貨物駅としても廃止され、その役目を東京貨物ターミナル駅に譲った。跡地は汐留の超高層ビル街へと再開発された。

## 歴史

### 日本初の起点駅
1872年10月14日（明治5年9月12日）、日本最初の鉄道路線の起点として開業した初代新橋駅として始まった。リチャード・ブリジェンスの設計による木造石張り2階建ての西洋建築の駅舎があり、当時のホーム構造は頭端式ホームだった。
1873年（明治6年）9月には、当駅と横浜駅（初代・現在の桜木町駅）との間で日本初の貨物列車の運行が開始された。1日1往復の運行で、イギリス製の有蓋車や無蓋車を使用していたという。

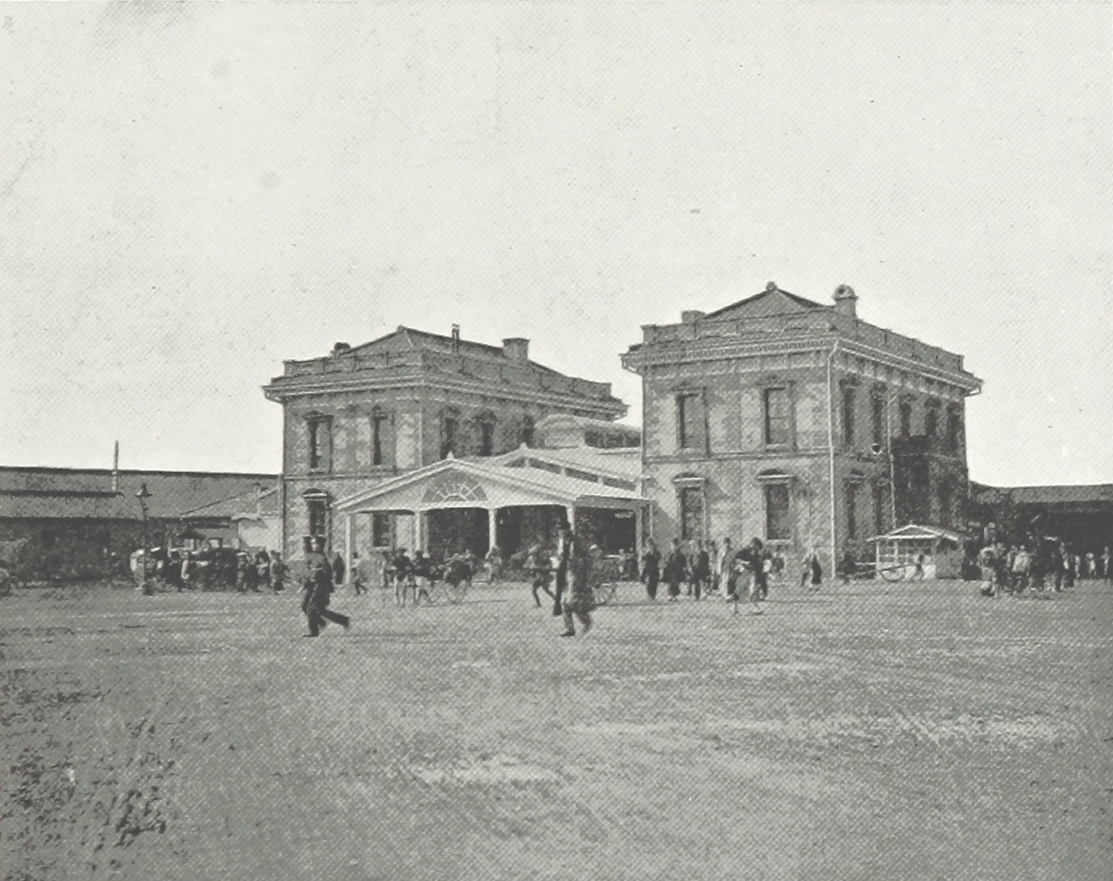
1899年の駅舎
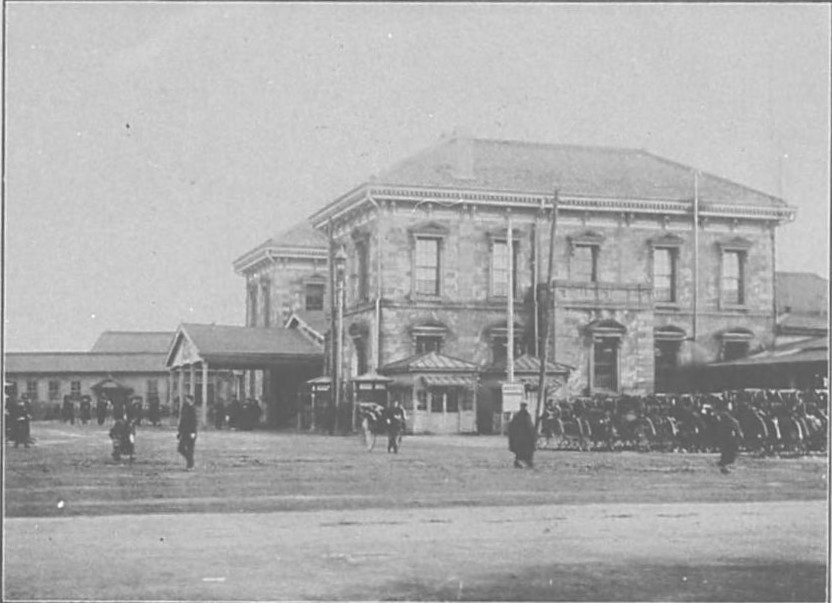
1912年の駅舎

### 貨物駅に転換
しかし、1914年（大正3年）12月20日に旅客ターミナル駅の機能が新設の東京駅に移り、旅客営業が廃止された。駅構内が広大だった当駅は貨物駅として再使用されることになり、汐留駅と改称し、同時に、電車線の駅であった烏森駅が、新橋駅（2代目）と改称している。なお、駅名改称に反対した人もいた。また、歴史ある駅舎を利用して鉄道博物館を建設するという構想もあった。
1923年（大正12年）9月1日に発生した関東大震災により開業時からの駅舎は焼失し、その後1934年（昭和9年）3月に鉄筋コンクリート2階建ての駅舎に建て替えられた。
1959年（昭和34年）に当駅 - 梅田駅間で日本初のコンテナ専用貨物列車「たから号」が運転されるようになり、1964年（昭和39年）には東京駅の小荷物機能を移転し、小荷物取扱を開始した。その後は、関西地方・山陽地方・九州方面へ向かう貨物列車・荷物列車のターミナル駅として君臨し続けたが、荷物輸送が宅配便の登場で衰退し、貨物輸送は年を追うごとにコンテナ列車中心へと変化していった。しかし、後記するように東海道新幹線開業に関連して敷地の一部を提供したことも相まって、扇形状に広がっていた駅敷地が狭くなってしまった。これにより結果として、年々増加する荷役や保管に際して広大な敷地を必要とする、大小さまざまなコンテナの取扱量に対応できず、やがて鉄道による荷物輸送が1986年（昭和61年）11月1日のダイヤ改正で廃止されると、東京貨物ターミナル駅（1973年開業）に機能を譲り、汐留駅も114年に及ぶ歴史に幕を閉じた。
なお当駅からその東京貨物ターミナル駅までの区間には、同駅がある大井埠頭と当駅の頭文字を取った大汐線（おおしおせん）という通称がある。また駅構内から芝浦駅、東京市場駅への線路が延びていた。芝浦駅への線路は、駅構内の一番東側の部分から、構内の線路で折り返す形態でつながっていた。東京市場駅へは、駅北東側でコンテナホームや混載ホームの間から、そのまま築地市場への線路が延びていた。
変わったところでは、1985年（昭和60年）に運行を開始したカートレインは、当駅と鹿児島本線東小倉駅間で運行しており、1986年（昭和61年）の駅廃止直前まで、同列車の東京方始発・終着駅として利用され（その後恵比寿駅に、末期は浜松町駅に変更）、こちらから発着する団体専用列車も運転されたこともある。

## 年表

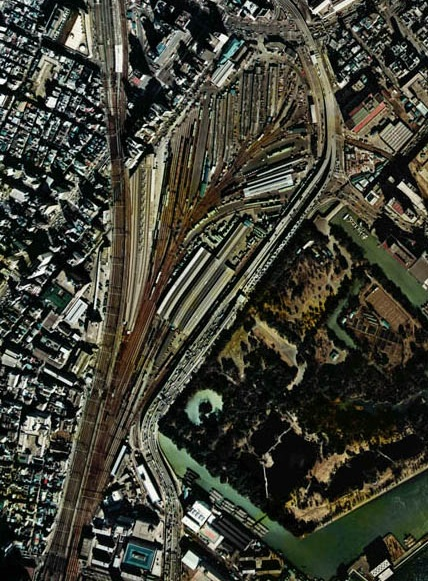
1974年の汐留駅。

- 1872年10月14日（明治5年9月12日）：新橋駅（初代）として開業。初日は式典と明治天皇御座乗お召し列車運行のみで、実際の営業は翌日から。
- 1873年（明治6年）9月15日：鉄道貨物の取扱を開始。
- 1914年（大正3年）12月20日：東京駅開業に伴い旅客営業を廃止、汐留駅に改称。
- 1923年（大正12年）9月1日：関東大震災で被害を受ける。応急復旧でしばらく営業する。
- 1927年（昭和2年）：汐留駅の公認運送店組合員の作業会社が「汐留駅運送」株式会社と改称（同社はその後1931年に品川駅運送などを吸収して東京合同運送と改称し、さらに1941年に他の56社とともに日本通運に吸収合併された）[5]。
- 1934年（昭和9年）：応急復旧の仮施設の改築、本格的な復旧工事を実施。
- 1952年（昭和27年）10月17日：当駅と東横浜駅の間に5500形蒸気機関車が牽引する国鉄80年記念列車「一声号」が運行される[6]。
- 1954年（昭和29年）9月1日：小荷物（特別扱雑誌に限る。）の取扱を廃止[7]。
- 1959年（昭和34年）11月5日：コンテナ貨物の取扱を開始。汐留駅 - 梅田駅間でコンテナ専用貨物列車「たから号」が運行開始。これに合わせてコンテナ積卸線と低床ホームの新設、配線変更が行われた。
- 1963年（昭和38年）1月1日：営業範囲を「貨物。ただし、散積の鉱石、石炭および野菜類ならびに活鮮魚（一塩のものを含む）の到着は取り扱わない。」から「貨物。ただし、次の貨物は取り扱わない。1.活鮮魚（一塩のものを含む）ならびに散積の石炭類、鉱石類および野菜類の到着貨物。2.木材、薪炭類、砂利および砂の到着車扱貨物。」へ改正する[8]。
- 1964年（昭和39年）10月1日：営業範囲を「手荷物、小荷物および貨物。ただし、次のものは取り扱わない。発送手荷物および小荷物（特別扱新聞紙および雑誌を除く。）到着駅留手荷物および小荷物活鮮魚（一塩のものを含む。）ならびにばら積みの石炭類、鉱石類および野菜類の到着貨物木材薪炭類、砂利および砂の到着車扱貨物。」へ改正し[9]、小荷物取扱を開始。
- 1965年（昭和40年）
  - 3月：東海道新幹線建設に伴い、敷地の一部を新幹線用地に提供することになり、関連する配線工事が行われてこの頃完成する。
  - 10月1日：営業範囲を「手荷物、小荷物および貨物。ただし、手荷物および小荷物は次のものに限る。発送:特別扱新聞紙・雑誌、到着:配達扱のもの（駅渡しとなるものを含む。）。次の到着貨物は取り扱わない。1.活鮮魚(一塩のものを含む。)。2.ばら積みの石炭類・鉱石類・野菜類・車扱の木材・薪炭類・砂利・砂。」へ改正する[10]。
- 1968年（昭和43年）10月1日：営業範囲を「手荷物、小荷物および貨物。ただし、次の到着貨物は取り扱わない。1.活鮮魚(一塩のものを含む。)。2.ばら積みの石炭類・鉱石類・野菜類・車扱となる木材・薪炭類・砂利・砂。」へ改正する[11]。
- 1972年（昭和47年）10月14日・15日：当駅と東横浜駅（桜木町駅に隣接）の間で、C57形蒸気機関車が牽引する記念列車「鉄道100年記念号」が運行される。
- 1974年（昭和49年）10月1日：営業範囲を「荷物、貨物。次の到着を除く。1.活鮮魚（一塩のものを含む。）・ばら積の石炭類・鉱石類・野菜類。2.車扱による木材・薪炭類・砂利・砂。」へ改正する[12]。
- 1978年（昭和53年）10月2日：営業範囲を「荷物、貨物。貨物は、次の到着を除く。1.活鮮魚（一塩のものを含む。）・ばら積の石炭類・鉱石類・野菜類。2.車扱による木材・薪・炭類・砂利・砂。」へ改正する[13]。
- 1984年（昭和59年）2月1日：営業範囲を「貨物、車扱貨物。車扱貨物は、次の到着を除く。1.活鮮魚（一塩のものを含む。）、ただし、高速貨物列車による冷蔵車積みのものは除く。ばら積みの石炭類、鉱石類、野菜類。2.車扱による木材、薪炭類、砂利、砂。」へ改正する[14]。
- 1985年（昭和60年）7月27日：汐留駅 - 東小倉駅間でカートレインの運行を開始。営業範囲を「旅客、荷物、車扱貨物。ただし、旅客はカートレインに有効な乗車券類所持者に限る。車扱貨物は、次の到着を除く。ただし、高速貨物列車による冷蔵車積みのものは除く。1.活鮮魚（一塩のものを含む。）、ばら積みの石炭類、鉱石類、野菜類。2.車扱による木材、薪炭類、砂利、砂。」へ改正する[15]。旅客営業再開。
- 1986年（昭和61年）11月1日：廃止[2][16]。

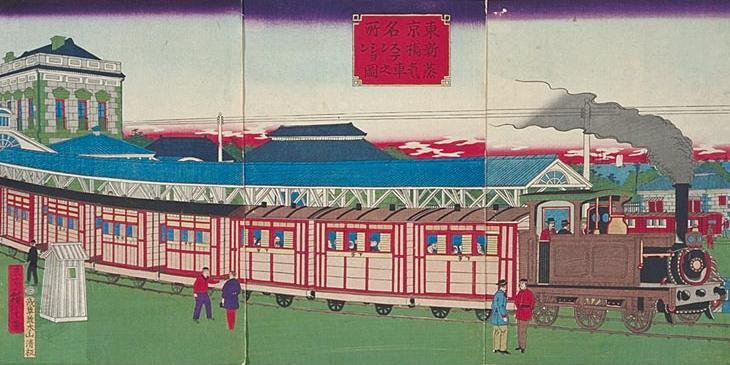
3代目歌川広重「新橋ステイション」
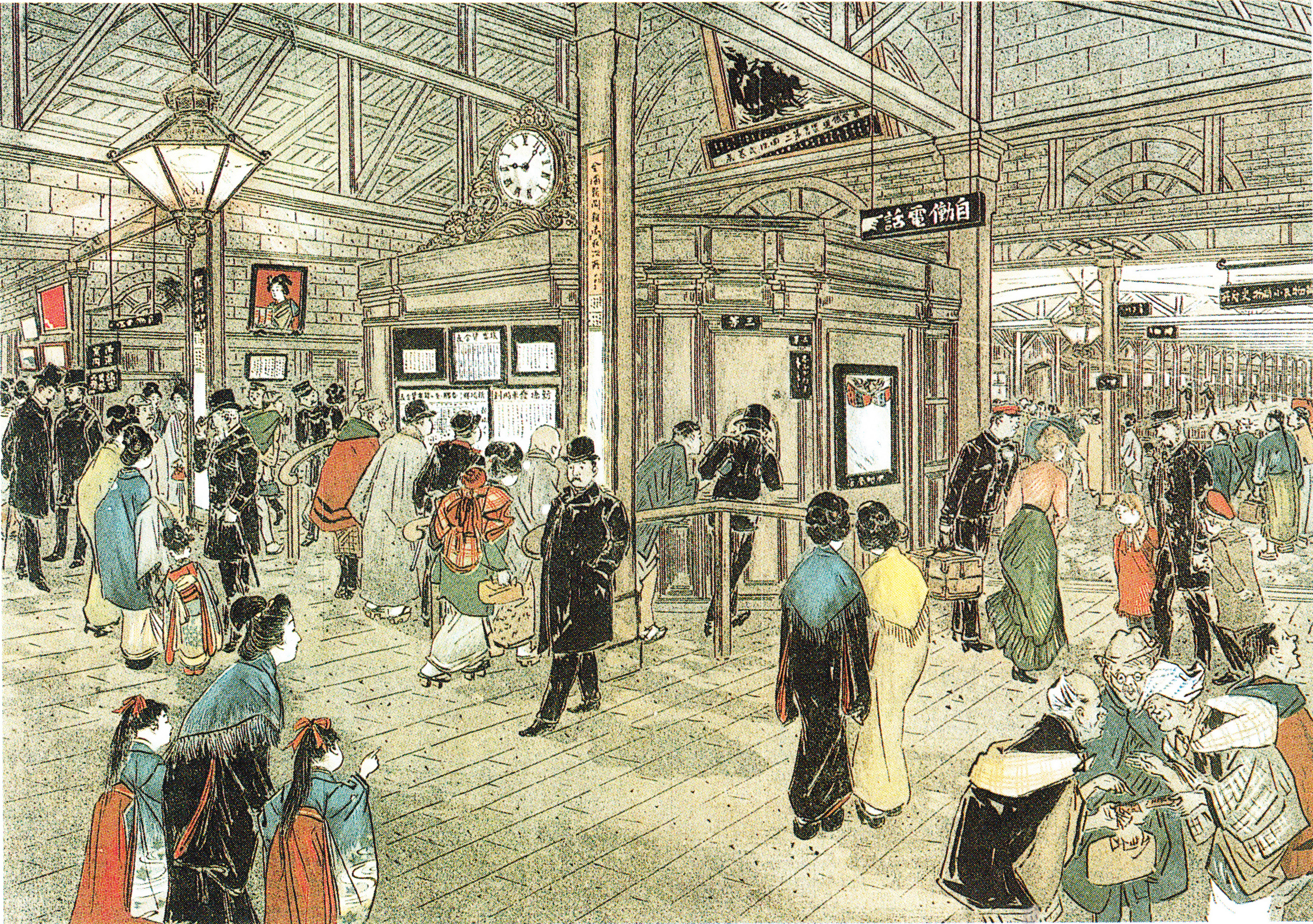
明治期の旧新橋駅のにぎわい
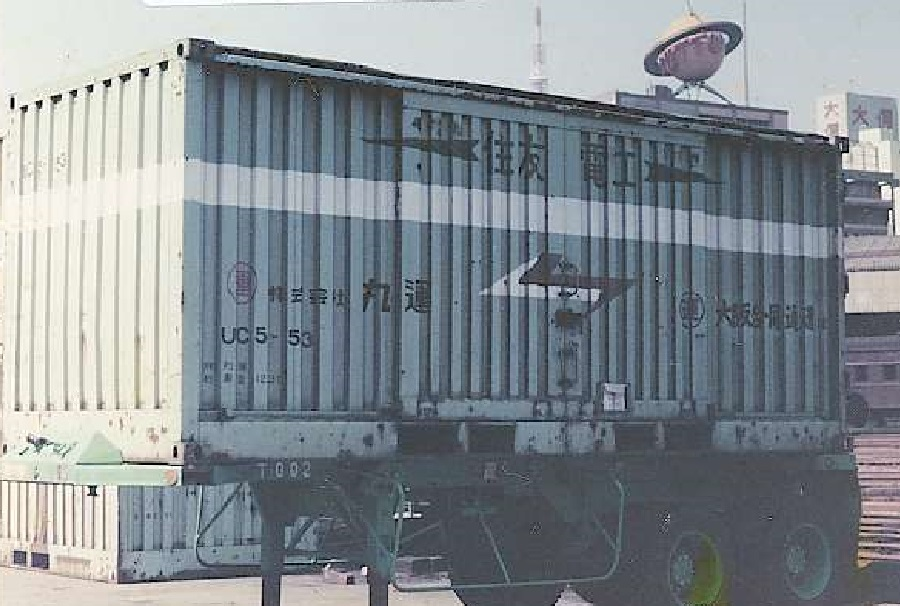
各種のコンテナでにぎわっていた時代の、私有コンテナ風景（1975年4月）。 画像の中央上部右側には東京タワーと、今は無き汐留名物の土星型ネオン看板が見える。

## 廃止後

### 旧汐留駅跡地
廃止後もしばらくの間、線路などの設備は残存していた。築地市場への貨物輸送は1987年（昭和62年）1月31日まで行われた他、同年4月1日には蒸気機関車の汽笛で日本国有鉄道（国鉄）の終焉とJRの発足を告げる（国鉄分割民営化）イベントが同地で行われた。その後も1988年（昭和63年）のオリエント急行車両展示のようにイベントに活用されることもあった。
民営化後、旧汐留駅跡地は日本国有鉄道清算事業団へ移管され、国鉄の長期債務を返済するための売却対象地で最も注目された。また、その後の再開発では民活と呼ばれる民間資本の導入が検討され、中曽根康弘内閣の行政改革政策の象徴ともなった。
しかし、東京の都心部にある31ヘクタールに及ぶ土地売却は「バブル景気による地価高騰が更に過熱する」という理由で、その実施は延期され、いわゆる塩漬け状態で、空き地のまま放置された。しかも、結局はバブル崩壊による地価暴落後に、安値で土地を売却せざるを得なくなって買い叩かれる結果に終わり、日本国政府による長期債務返済計画は大きく狂った。
実際の再開発工事は1995年（平成7年）から開始され、その際に下記の旧新橋停車場跡などが発掘された。その後、2002年（平成14年）以降には、同跡地に汐留シオサイトとして、事業者用の超高層ビルが次々と竣工した。同年にはゆりかもめと都営大江戸線の汐留駅が開業して「汐留」の駅名が引き継がれることとになった。

### 旧新橋停車場跡
跡地は、1965年（昭和40年）5月12日に「旧新橋横浜間鉄道創設起点跡」として国の史跡に指定され、1996年（平成8年）12月10日に指定地域の一部解除・追加をし、「旧新橋停車場跡」へ名称変更した。発掘調査の後、風化を防ぐために埋め戻され、2003年（平成15年）にその上に開業当時の駅舎を再現した「旧新橋停車場」が建てられ、同年4月10日開館。調査では鋳物工場跡やトイレ遺構などを検出している。
内部は2階が鉄道の歴史に関する「鉄道歴史展示室」（運営は東日本鉄道文化財団）になっており、1階は貸テナントとなっている。開館時は三國清三監修によるフランス料理店の「GRAND CAFE SHIMBASHI MIKUNI」（運営はジェイアール東日本フードビジネス）があったが、閉店した。2005年（平成17年）1月31日に中華料理店「Imperial Treasure（インペリアル・トレジャー）」が開店し、さらに2006年（平成18年）5月30日には銀座ライオンが出店したが、2020年（令和2年）11月15日に閉店した。その後、2024年（令和6年）5月1日には、伊藤園が「お茶の文化創造博物館」「お〜いお茶ミュージアム」を開設した。
汐留駅として営業していた当時の1936年（昭和11年）、鉄道建設時の測量起点となる最初の杭が打たれた位置に「0哩（マイル）標」と3メートルのレールがモニュメントとして設けられ、1958年（昭和33年）に鉄道記念物の指定を受けた。再開発に伴いこのモニュメントも再整備され、旧新橋停車場の裏手に残されている。
国指定史跡としての「旧新橋停車場跡」は、2021年（令和3年）に高輪築堤を追加するのに合わせ、「旧新橋停車場跡及び高輪築堤跡」に名称変更された。

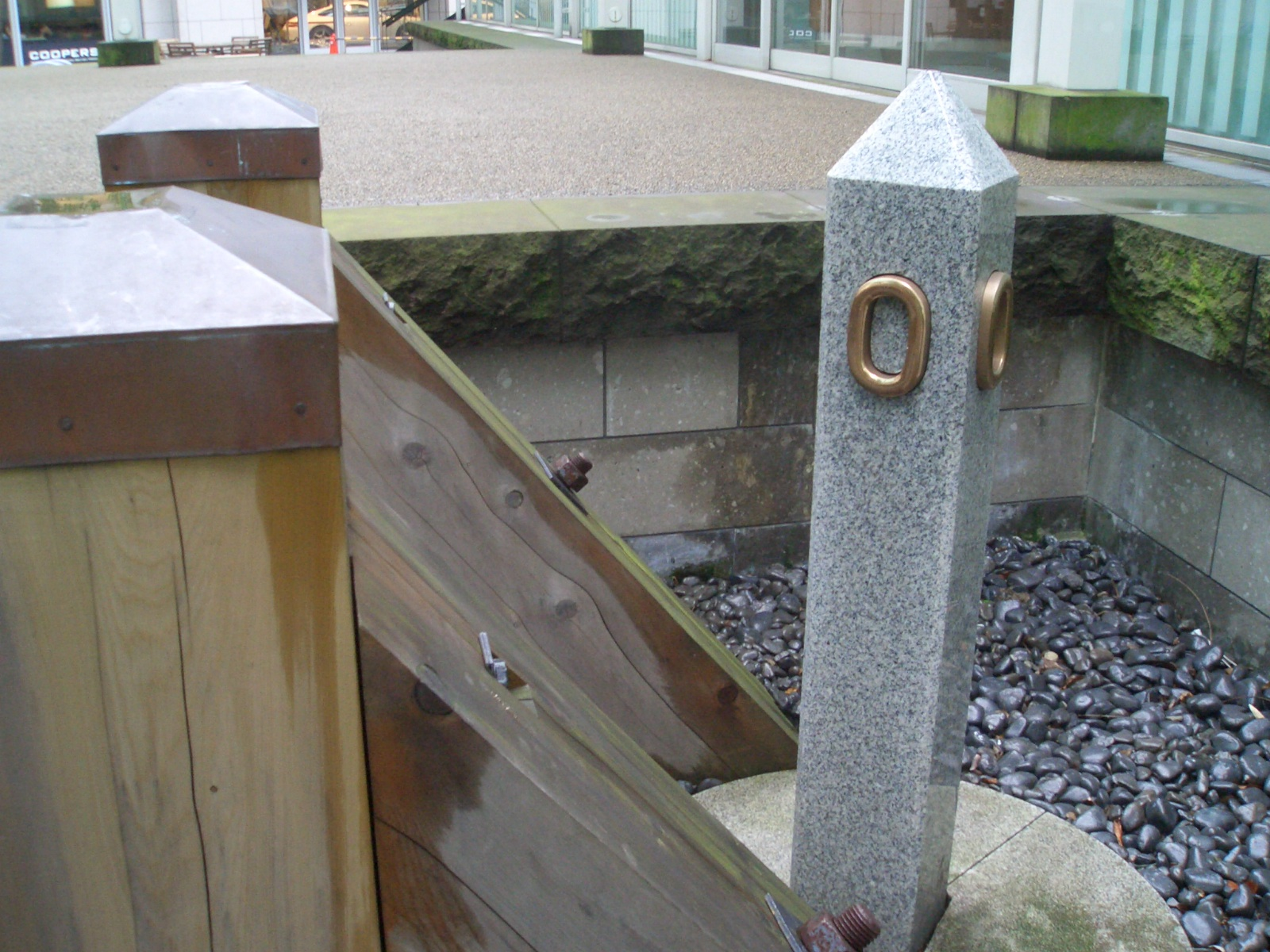
新橋駅0哩標識（鉄道記念物）
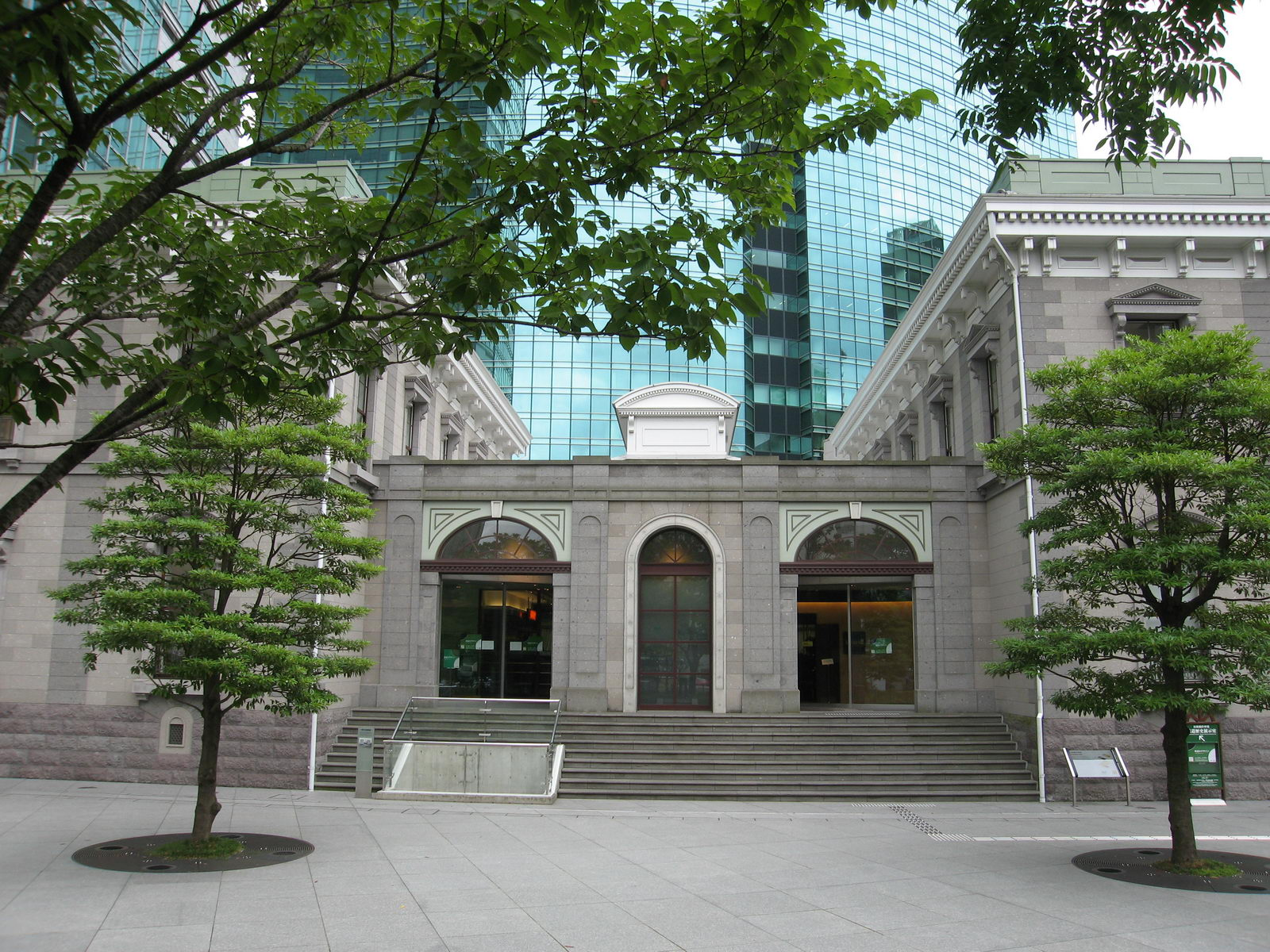
旧新橋停車場 鉄道歴史展示室
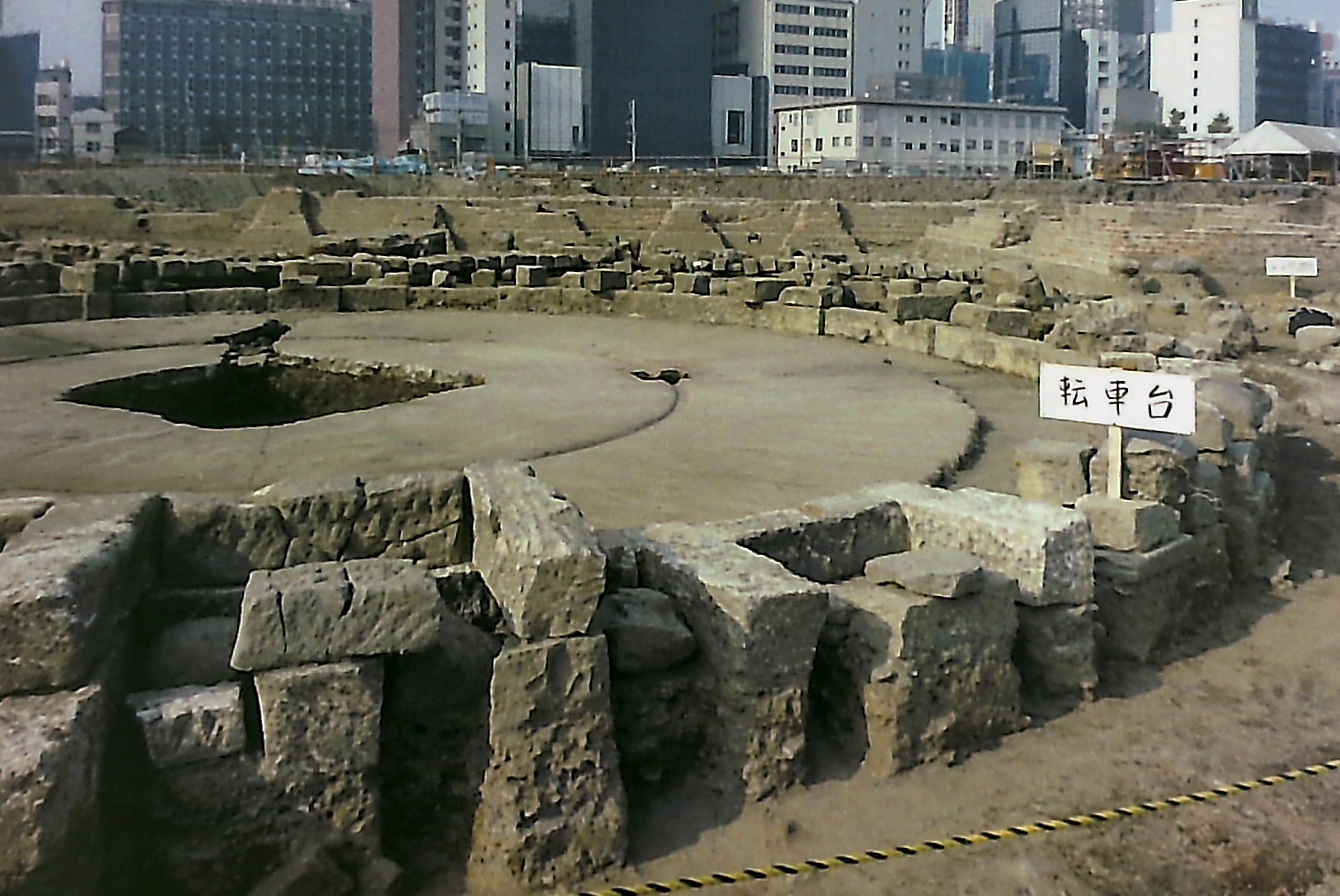
旧新橋停車場の転車台基礎

## 日本初の野球場
明治初期には、新橋停車場構内にアメリカ留学経験のある平岡凞によって野球場が造られ、鉄道局による日本初の本格的野球チームである「新橋アスレチック倶楽部」を組織し、立教大学校（現・立教大学）、東京英和学校（現・青山学院大学）と野球対抗戦を行った。

## その他
- 鉄道博物館内に設けられたミニ運転列車の駅のひとつに、この駅にちなんで汐留の名が付けられた。

## 隣の駅
東海道本線 東海道貨物線
汐留駅 - 東京貨物ターミナル駅
汐留駅 - 品川駅
汐留駅 - 東京市場駅（1984年2月1日廃止）
汐留駅 - 芝浦駅（1985年3月1日廃止）